# José Luiz de Oliveira
José Luiz „Zé Luiz” de Oliveira (Rio de Janeiro, 1904. november 16. – ?) brazil labdarúgóhátvéd.